# Serie Mundial de 1968
La Serie Mundial de 1968 fue disputada entre St. Louis Cardinals y Detroit Tigers.
Los Detroit Tigers resultaron ganadores al vencer en la serie por 4 partidos a 3.

## Desarrollo

### Juego 1
| Equipo    | 1 | 2 | 3 | 4 | 5 | 6 | 7 | 8 | 9 | C | H | E |
| --------- | - | - | - | - | - | - | - | - | - | - | - | - |
| Detroit   | 0 | 0 | 0 | 0 | 0 | 0 | 0 | 0 | 0 | 0 | 5 | 3 |
| St. Louis | 0 | 0 | 0 | 3 | 0 | 0 | 1 | 0 | X | 4 | 6 | 0 |

LG: Bob Gibson (1–0)  LP: Denny McLain (0–1)  
HRs:  STL – Lou Brock (1)

### Juego 2
| Equipo    | 1 | 2 | 3 | 4 | 5 | 6 | 7 | 8 | 9 | C | H  | E |
| --------- | - | - | - | - | - | - | - | - | - | - | -- | - |
| Detroit   | 0 | 1 | 1 | 0 | 0 | 3 | 1 | 0 | 2 | 8 | 13 | 1 |
| St. Louis | 0 | 0 | 0 | 0 | 0 | 1 | 0 | 0 | 0 | 1 | 6  | 1 |

LG: Mickey Lolich (1–0)  LP: Nelson Briles (0–1)  
HRs:  DET – Willie Horton (1), Mickey Lolich (1), Norm Cash (1)

### Juego 3
| Equipo    | 1 | 2 | 3 | 4 | 5 | 6 | 7 | 8 | 9 | C | H  | E |
| --------- | - | - | - | - | - | - | - | - | - | - | -- | - |
| St. Louis | 0 | 0 | 0 | 0 | 4 | 0 | 3 | 0 | 0 | 7 | 13 | 0 |
| Detroit   | 0 | 0 | 2 | 0 | 1 | 0 | 0 | 0 | 0 | 3 | 4  | 0 |

LG: Ray Washburn (1–0)  LP: Earl Wilson (0–1)  SV: Joe Hoerner (1)  
HRs:  STL – Tim McCarver (1), Orlando Cepeda (1)  DET – Al Kaline (1), Dick McAuliffe (1)

### Juego 4
| Equipo    | 1 | 2 | 3 | 4 | 5 | 6 | 7 | 8 | 9 | C  | H  | E |
| --------- | - | - | - | - | - | - | - | - | - | -- | -- | - |
| St. Louis | 2 | 0 | 2 | 2 | 0 | 0 | 0 | 4 | 0 | 10 | 13 | 0 |
| Detroit   | 0 | 0 | 0 | 1 | 0 | 0 | 0 | 0 | 0 | 1  | 5  | 4 |

LG: Bob Gibson (2–0)  LP: Denny McLain (0–2)  
HRs:  STL – Lou Brock (2), Bob Gibson (1)  DET – Jim Northrup (1)

### Juego 5
| Equipo    | 1 | 2 | 3 | 4 | 5 | 6 | 7 | 8 | 9 | C | H | E |
| --------- | - | - | - | - | - | - | - | - | - | - | - | - |
| St. Louis | 3 | 0 | 0 | 0 | 0 | 0 | 0 | 0 | 0 | 3 | 9 | 0 |
| Detroit   | 0 | 0 | 0 | 2 | 0 | 0 | 3 | 0 | X | 5 | 9 | 1 |

LG: Mickey Lolich (2–0)  LP: Joe Hoerner (0–1)  
HRs:  STL – Orlando Cepeda (2)

### Juego 6
| Equipo    | 1 | 2 | 3  | 4 | 5 | 6 | 7 | 8 | 9 | C  | H  | E |
| --------- | - | - | -- | - | - | - | - | - | - | -- | -- | - |
| Detroit   | 0 | 2 | 10 | 0 | 1 | 0 | 0 | 0 | 0 | 13 | 12 | 1 |
| St. Louis | 0 | 0 | 0  | 0 | 0 | 0 | 0 | 0 | 1 | 1  | 9  | 1 |

LG: Denny McLain (1–2)  LP: Ray Washburn (1–1)  
HRs:  DET – Jim Northrup (2), Al Kaline (2)

### Juego 7
| Equipo    | 1 | 2 | 3 | 4 | 5 | 6 | 7 | 8 | 9 | C | H | E |
| --------- | - | - | - | - | - | - | - | - | - | - | - | - |
| Detroit   | 0 | 0 | 0 | 0 | 0 | 0 | 3 | 0 | 1 | 4 | 8 | 1 |
| St. Louis | 0 | 0 | 0 | 0 | 0 | 0 | 0 | 0 | 1 | 1 | 5 | 0 |

LG: Mickey Lolich (3–0)  LP: Bob Gibson (2–1)  
HRs:  STL – Mike Shannon (1)
|                                                        |
| Campeón de las Grandes Ligas Detroit Tigers 3.º título |